# أنجيلو ميشيل كولونا
أنجيلو ميشيل كولونا (بالإيطالية: Angelo Michele Colonna) هو رسام إيطالي، ولد في 21 سبتمبر 1604 في Cernobbio ‏ في إيطاليا، وتوفي في 11 مارس 1687 في بولونيا في إيطاليا.